# Leptolebias citrinipinnis
Leptolebias citrinipinnis är en fiskart som först beskrevs av Costa, Lacerda och Tanizaki, 1988.  Leptolebias citrinipinnis ingår i släktet Leptolebias och familjen Rivulidae. Inga underarter finns listade i Catalogue of Life.